# Haliplectus dorsalis
Haliplectus dorsalis är en rundmaskart som beskrevs av Cobb In Chitwood 1956. Haliplectus dorsalis ingår i släktet Haliplectus och familjen Haliplectidae. Inga underarter finns listade i Catalogue of Life.